# Vítor Gaspar
Vítor Louçã Rabaça Gaspar GCIH (Lisboa, 9 de novembro de 1960) é um economista, professor universitário e, foi entre 21 de Junho de 2011 e 2 de Julho de 2013, Ministro de Estado e das Finanças do XIX Governo Constitucional de Portugal.
Em 1 de julho de 2013 foi anunciado o seu pedido de demissão, tendo a pasta das Finanças sido entregue a Maria Luís Albuquerque no dia seguinte.

## Biografia

### Vida profissional
Filho de Vítor Manuel Rabaça Gaspar (29 de Abril de 1934) e de sua mulher Maria Laura Seixas Louçã (29 de Junho de 1930). Pelo lado materno é primo-irmão do ex-coordenador do Bloco de Esquerda, Francisco Louçã e pelo lado paterno é primo em terceiro grau de Bruno de Carvalho.
Vítor Gaspar licenciou-se em Economia pela Faculdade de Ciências Económicas e Empresariais da Universidade Católica Portuguesa em 1982, e obteve um Doutoramento em Economia pela Faculdade de Economia da Universidade Nova de Lisboa em 1988.
Casou a 5 de Março de 1985 com Sílvia Luz (31 de Julho de 1960), da qual tem três filhas: Catarina Luz Rabaça Gaspar (14 de Julho de 1986), Marta Luz Rabaça Gaspar (3 de Setembro de 1991) e Madalena Luz Rabaça Gaspar (15 de Outubro de 1998).
Foi membro suplente do Comité Monetário Europeu de 1989 e 1998 e representante pessoal do Ministro das Finanças na IGC que conduziu ao Tratado de Maastricht, foi chefe do comité entre 1994 e 1998 e membro do Gabinete de Consultores Políticos da Comissão Europeia de 2005 a 2006. Em Janeiro de 2007, passou a chefiar o departamento.
Em Portugal, foi conselheiro especial do Banco de Portugal e director-geral da área de investigação do Banco Central Europeu de Setembro de 1998 até Dezembro de 2004. Também foi Director de Investigação e Estatísticas do Departamento do Banco de Portugal e Director de Estudos Económicos do Ministério das Finanças.
Gaspar também é autor científico e publicou vários livros e artigos em revistas cientificas, entre elas Public Choice, European Economic Review, Journal of the European Economic Association e o Journal of Development Economics.
Enquanto ministro das finanças, o controlo apertado das finanças públicas, o percurso político, o discurso de austeridade, os seus modos reservados e as suas origens rurais e beirãs (cresceu na Av. de Roma, em Lisboa), características partilhadas por Salazar, renderam-lhe a alcunha de "Salazarinho" entre os seus colegas do Governo. Coincidentalmente, em época também de crise, os seus poderes têm vindo a ser reforçados, tendo ficado encarregue das verbas dos fundos comunitários do Quadro de Referência Estratégico Nacional (QREN), antes a cargo do Ministério da Economia e de Álvaro Santos Pereira (passando a integrar uma Comissão de Gestão chefiada por Vítor Gaspar e do qual fazem também parte, por esta ordem, Paulo Portas, Miguel Macedo, Álvaro dos Santos Pereira, Assunção Cristas, Nuno Crato e Pedro Mota Soares).
A 12 de Fevereiro de 2016 foi agraciado com a Grã-Cruz da Ordem do Infante D. Henrique.

## Análise doFinancial Times(2012)
Segundo a lista do Financial Times (jornal de economia inglês), publicada pelo sétimo ano consecutivo, dos melhores ministros das finanças das dezanove potências ecónomicas da Europa, Vítor Gaspar, que estava em 18.º lugar em 2011, está agora em 10º lugar, numa lista onde o ministro das finanças alemão, Wolfgang Schäuble, está em primeiro e onde Luis de Guindos, ministro das finanças espanhol, está em último lugar. O ranking tem três critérios: político [onde Gaspar fica em terceiro], crediblidade [onde Gaspar fica em décimo-quinto, apesar dos juros da dívida estarem a descer] e económico [onde fica em penúltimo lugar].
O website do diário inglês diz que Gaspar é como o «tecnocrata sediado em Bruxelas sem experiência política». E Gaspar tem ainda de conseguir que as metas orçamentais para 2013 se tornem realidade, pois há pessimismo entre os especialistas, e ainda de cortar 4 mil milhões de euros adicionais na despesa.